# Veter Nadeždy
Veter Nadeždy (Ветер «Надежды») è un film del 1977 diretto da Stanislav Govoruchin.

## Trama
I cadetti delle scuole navali sono partiti con il veliero da addestramento "Nadežda" verso le coste dell'Australia. Per la prima volta hanno dovuto attraversare diversi mari, attraversare l'oceano e partecipare alla regata internazionale di velieri. La maggior parte dei ragazzi è andata in mare per la prima volta e questo viaggio è stato per determinare chi di loro sarebbe diventato un vero marinaio e chi avrebbe dovuto lasciare la flotta.